# 魏东 (足球运动员)
魏东（1971年1月8日—2025年1月21日），男，天津人，中国已退役足球运动员、足球教练，司职前锋，曾效力于天津泰达、陕西国力、长春亚泰。

## 生平
1971年1月8日，出生于天津。曾入选中国U17、中国U20。1994年至1997年，一直为天津泰达效力；1998年，加盟陕西国力；1999至2002年，效力于长春亚泰，并于2002赛季结束后退役，退役后致力于足球青训。曾经担任过天津坤晟松的主教练。
2025年1月21日，逝世于天津。

## 家族
父亲：魏锦义，足球运动员